# 陳世倌
陈世倌（1680年—1758年），字秉之，号莲宇，浙江海宁县（今海宁市）人。清朝政治人物，官至文淵閣大學士禮部尚書。

## 生平
陈世倌于康熙四十一年中舉人及武舉人，四十二年（1703年）中进士。选庶吉士，散馆授编修，历升侍读、内阁学士。雍正二年（1724年）任山东巡抚。雍正十三年（1735年），任都察院左副都御史，累迁工部尚书及御前侍衛總管。乾隆六年（1741年），授文渊阁大学士。乾隆十年（1745年）加太子太保。乾隆十三年（1748年），因拟旨误而被罢职。两年后复官，并兼礼部尚书。乾隆二十二年（1757年）以年老乞休，加太子太傅。次年卒，谥文勤。

## 著作
著作有《閨範類篇》、《建中錄》、《学辩质疑》、《宋十贤传》、《嘉惠堂集》等。

## 家族
陈世倌出身海宁陈氏望族。父陳詵为康熙十一年（1672年）举人，官至礼部尚书。其兄陈世儁、陈世仁，弟陈世侃皆为进士。

## 文学形象
陳世倌在金庸作品《書劍恩仇錄》中，是主角陳家洛以及乾隆帝的親生父親。

## 延伸阅读
[在维基数据编辑]
 《清史稿·卷303》，出自趙爾巽《清史稿》